# Procloeon spinosum
Procloeon spinosum is een haft uit de familie Baetidae. De wetenschappelijke naam van de soort is voor het eerst geldig gepubliceerd in 2006 door Nguyen & Bae.
De soort komt voor in het Oriëntaals gebied.